# Campagne suebo-sarmatiche di Costanzo II
Le campagne suebo-sarmatiche di Costanzo II furono combattute al tempo dell'imperatore Costanzo II, da parte dell'Impero romano con le vicine popolazioni suebe dei Quadi (dell'attuale Slovacchia) e sarmatiche (degli Iazigi) della piana del fiume Tibisco, tra il 358 ed il 359.

## Contesto storico
Verso la metà del IV secolo la pressione delle tribù germaniche sui confini del Danubio e del Reno era diventata molto forte, incalzata dagli Unni provenienti dalle steppe centro-asiatiche (probabilmente la stessa popolazione, ricordata con il nome di Hsiung-Nu, che un secolo prima avevano insidiato l'Impero Cinese presso la Grande Muraglia). L'irruzione degli Unni sulla scacchiere europeo modificò profondamente i caratteri degli attacchi germanici contro il territorio romano: se durante il III secolo la modalità prevalente era stata quella delle incursioni con finalità di saccheggio, esaurite le quali le varie tribù, federazioni o coalizioni facevano ritorno nei loro insediamenti posti immediatamente al di là del Limes romano, nel IV presero avvio migrazioni di massa verso l'Impero. In questo processo, a spostarsi erano non soltanto più i guerrieri, ma l'intero popolo, in cerca di nuove aree di stanziamento; la migrazione, comunque, non sostituì completamente la razzia, ma le due modalità si intersecarono e si sovrapposero ripetutamente.

### Preludio alla guerra (358)
E mentre l'Augusto, Costanzo II, trascorreva l'inverno riposando a Sirmium, venne a sapere di nuove incursioni dei sarmati Iazigi insieme ai vicini Quadi nelle due Pannonie e nella Mesia seconda, che Ammiano Marcellino ricorda essere due popolazioni "concordi per prossimità di territori e per somiglianza di consuetudini e di armi".

### Forze in campo
Costanzo II riuscì a schierare un esercito composto da numerose unità danubiane. Si trattava delle legioni I Adiutrix, II Adiutrix, V Iovia e VI Herculia.

## Guerra (359)

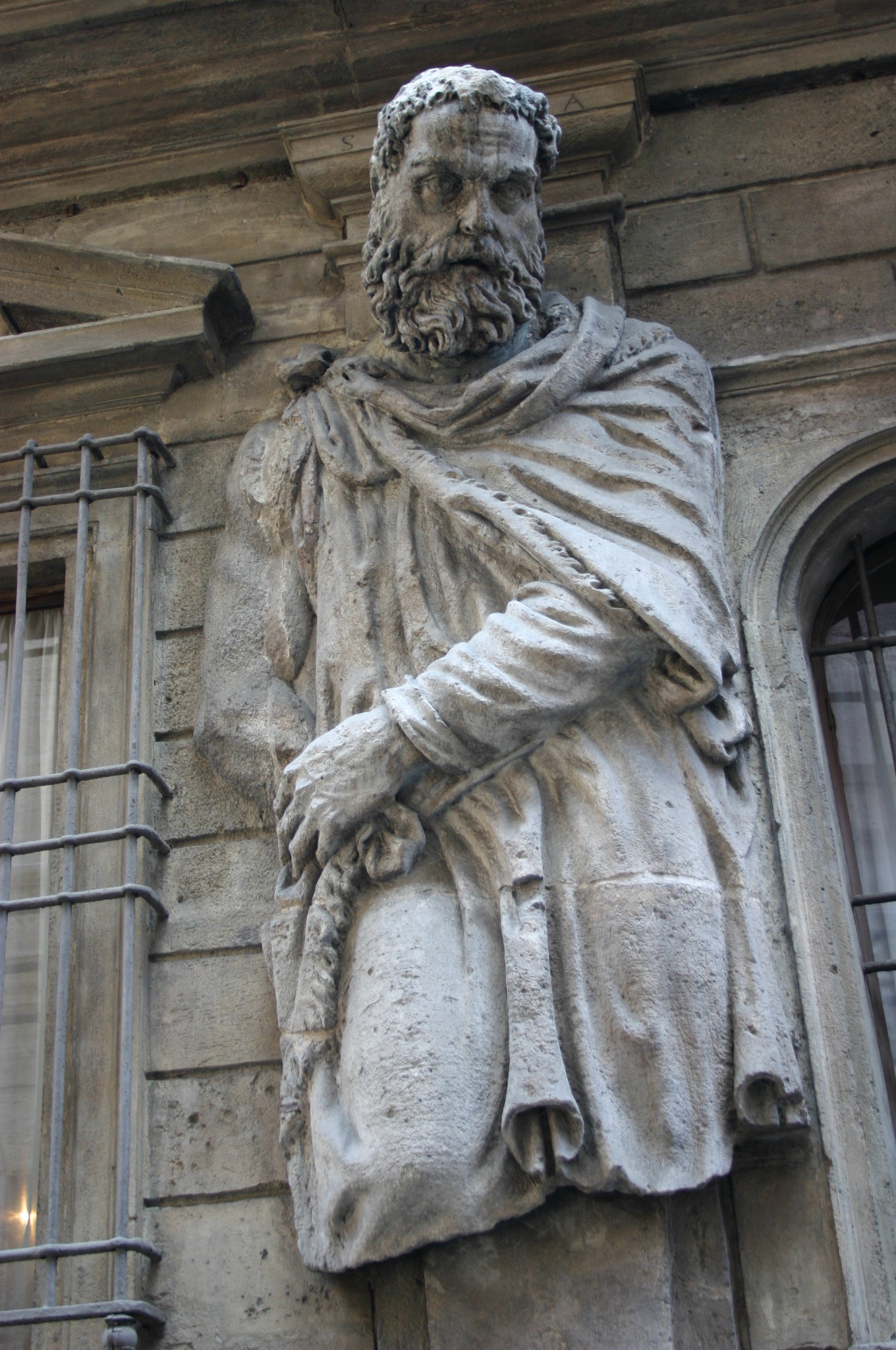
Immagine scultorea di un sarmata iazigio, da Milano.

Trascorso l'equinozio di primavera, l'imperatore radunò una valida schiera di soldati e si mise in marcia. Raggiunto il Danubio lo passò in piena, proprio in un punto dove esisteva già un ponte di barche (molto probabilmente a Malata-Bononia), e si gettò a devastare i territori dei barbari Iazigi. Questi ultimi sorpresi dalla marcia improvvisa delle armate romane, quando videro di essere stritolati dai Romani, poiché pensavano non fosse ancora iniziata la "stagione della guerra", si diedero alla fuga evitando una rovina sicura, qualora avessero deciso di resistere.
(Ammiano Marcellino, Storie, XVII, 12.5.)
Questi scontri si svolsero in quella parte della Sarmatia che sta di fronte alla Pannonia secunda. Ed intanto con uguale coraggio altre legioni romane devastavano i beni dei barbari che si erano infiltrati nella precedente invasione nella Pannonia Valeria, bruciando e devastando tutto quello che trovavano. I sarmati, sconvolti da questa immensa disfatta decisero di uscire allo scoperto e, divisi in tre colonne militari, con la scusa di chiedere la pace, pensavano di attaccare con minore pericolo i Romani prendendoli di sorpresa ed evitando che potessero fuggire. Ai sarmati si erano uniti anche gli alleati Quadi, che spesso in passato erano stati alleati inseparabili dei primi, ma l'essersi buttati nello scontro in modo tanto animoso ed ardito non giovò ai barbari. Ammiano, infatti, racconta che dei barbari "ne furono uccisi moltissimi e quella parte di essi che riuscì a sopravvivere fuggì attraverso noti sentieri". Questo successo diede nuovo coraggio ai Romani, i quali decisero di dirigersi verso le terre dei Quadi, più a nord. Questi ultimi, temendo di fare la stessa fine degli Iazigi, decisero di mandare ambasciatori a Costanzo II per chiedere la pace.

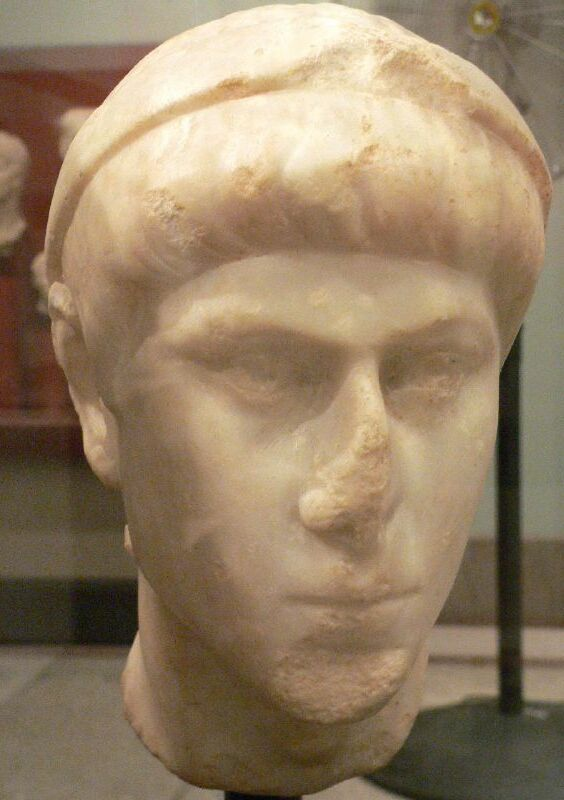
Busto dell'imperatore romano, Costanzo II, che combatté sarmati Iazigi e Quadi nel 359.

Venne, quindi, fissato dall'imperatore romano il giorno per il fatidico incontro e per stabilire le condizioni. A questo incontro prese parte anche un giovane principe iazigio, un certo Zizais, il quale dispose i suoi sarmati in "ordine di battaglia", per chiedere la pace. Giunto Costanzo in sua presenza, Zizais gettò le sue armi e si prostrò a terra con tutto il corpo e singhiozzando si sforzò di pregare l'imperatore romano. Invitato ad alzarsi, il sarmata supplicò il perdono per le sue colpe, mentre tutto il suo esercito fu invitato a gettare in terra le armi ed a supplicare tutti insieme l'imperatore. Anche i re vassalli dei sarmati, Rumone, Zinafro e Fragiledo e numerosi nobili, fecero suppliche analoghe e promisero di riscattare le loro azioni ostili offrendo i loro beni, le loro spose e tutte le loro terre. Prevalse nell'imperatore la clemenza e l'equità, tanto che quando gli fu detto che potevano restare nei loro territori, i barbari decisero di restituire tutti i prigionieri romani e di consegnare ostaggi, con la promessa questa volta di obbedire alle volontà imperiali.
Vista la clemenza dimostrata con i sarmati, anche il principe Arahario, capo dei parte dei Transiugitani (che abitavano oltre i monti Börzsöny) e dei Quadi, e poi anche un certo Usafero, capo di altre tribù sarmate, si precipitarono al cospetto di Costanzo II per chiedere analoghe condizioni di pace. Ma l'imperatore, poiché temeva che una così grande massa di barbari, con il pretesto di stipulare un trattato di pace, insorgesse all'improvviso in armi, decise di riceverne uno alla volta, cominciando con il principe dei Quadi, Arahario. A quest'ultimo fu concessa la pace a condizione di consegnare gli ostaggi richiesti, sebbene in passato non fossero mai stati costretti a dare garanzie di questo genere ai patti stipulati. Poi fu la volta di Usafero, al quale fu richiesto di sottrarsi al potere di Arahario, poiché dovevano considerarsi solo "clienti" dei Romani, non di altri ed anche a lui furono richiesti numerosi ostaggi a garanzia. In seguito a ciò, molte altre genti si recarono da Costanzo per chiedere condizioni analoghe. Anche a costoro fu concessa la pace, a fronte della restituzione immediata di tutti i prigionieri e di numerosi ostaggi anche fra i notabili di questi popoli.
| Costanzo II: Centenionale                                                                                   | Costanzo II: Centenionale |
| --- | --- |
| | |
| DN CONSTANTIVS P(ius) F(elix) AVG, testa con diadema di perle, busto con drappeggio e corazza verso destra; | FEL TEMP REPARATIO, soldato in piedi verso sinistra, punta la lancia contro un cavaliere caduto in terra (un sarmata dei Limigantes); in esergo M-//•ASIRM•. |
| 17mm, 2.84 g, coniato nel 359 (1°officina), dove si celebrano i successi sui Sarmati Limigantes.            | |

Decise, quindi, di proteggere i sarmati liberi (chiamati Agaragauti), i quali, a partire dal 334, erano stati costretti dai loro stessi schiavi (chiamati Limiganti), a lasciare i precedenti territori del Banato, per rifugiarsi presso i Victoali nell'alta valle del Tisza. Costanzo, per prima cosa, diede loro come re Zizais, "uomo fedele e certamente adatto" allo scopo, poi rimase ad attendere il ritorno di tutti i prigionieri che le popolazioni barbare gli avevano promesso. Decise, quindi, di recarsi a Brigetio, trasferendo lì i propri quartieri generali. Egli era intenzionato a spegnere gli ultimi focolai di guerra presso i Quadi, che si agitavano ancora nelle regioni circostanti. Il loro capo Vitrodoro, figlio del re Viduario, ed il vassallo Agilimundo, oltre ad altri nobili e notabili, che erano a capo di quei popoli, all'apparire dell'esercito nel cuore del loro regno, si gettarono ai piedi dei soldati romani ed ottennero il perdono, consegnando i loro figli come ostaggi e promettendo che sarebbero rimasti fedeli ai patti.
Terminate queste campagne, Costanzo ritenne che fosse giunto il momento di volgere le proprie armi contro i Limiganti, schiavi dei Sarmati, per non lasciare che questi ultimi rimanessero impuniti di fronte a tanti delitti commessi, essendo anch'essi penetrati in territorio romano per compiere saccheggi ed uccisioni. Le armate romane nell'attraversare il Danubio alla confluenza con il Partiscum (l'attuale Tisza o Tibisco), si trovarono di fronte il popolo dei Limignati, i quali tentavano di impedirne il passaggio. I Romani, divisi in numerosi drappelli, riuscirono ad attraversare il grande fiume (in prossimità del forte romano di Contra Acinco) e con velocità fulminea, chiusero le schiere dei Limiganti fra quelle romane. I barbari, ormai in difficoltà, individuato l'imperatore su un'altura, protetto da una coorte pretoria, decisero di attaccare la postazione imperiale con l'obbiettivo di mettere in fuga l'intera armata romana, ma l'ira dei legionari, con impeto violento ruppe il fronte barbaro facendone grande strage. Contemporaneamente i fanti romani sulla destra dello schieramento, ebbero la meglio su quelli sarmati, mentre la cavalleria romana inseguiva, sulla sinistra, quella barbara. Lo scontro si risolse in un'autentica carneficina ed una successiva distruzione dei vicini villaggi barbari fino al tramonto. La campagna proseguì nel territorio dei Limignati, prima nel territorio degli Amicenses e poi dei Picenses, anche grazie all'aiuto dei Taifali e dei sarmati liberi, fino alla vittoria romana finale, con la sottomissione completa delle genti barbare.

## Conseguenze
Lo sforzo intrapreso dagli augusti che si erano susseguiti nel IV secolo, vuoi a causa della mancanza di un progetto a lungo termine, vuoi per la crisi economica che aveva investito il sistema tributario romano, non riuscì a salvare l'integrità dell'Impero. Era ormai chiaro che qualsiasi sforzo per il mantenimento dello status quo non avrebbe prodotto i risultati sperati. Diocleziano e la sua tetrarchia, Costantino I e la sua dinastia, poterono solo rallentare questo processo. Dopo la terribile disfatta di Adrianopoli del 378, gli imperatori romani furono infatti costretti a "subire" la presenza dei barbari sia all'interno sia all'esterno dei confini imperiali, una delle principali cause della disgregazione ed allontanamento tra la parte occidentale ed orientale dell'impero. Teodosio, infatti, chiamato alla guida dell'impero d'Oriente da Graziano dopo la morte di Valente, ed i suoi successori adottarono una nuova strategia di contenimento nei confronti dei barbari. Dopo quell'evento infatti gli imperatori, incapaci di fermare le invasioni militarmente, cominciarono ad adottare una politica basata sui sistemi della hospitalitas e della foederatio.

### Fonti primarie
- Ammiano Marcellino, Storie, XVII.
- Zosimo, Storia nuova, IV.

### Fonti moderne
- (EN) Arnold Hugh Martin Jones, The Later Roman Empire: 284-602, Baltimora, 1986, ISBN 0-8018-3285-3.
- T.KolnÍk, Zum anteil del militäreinheiten beim aufbau der sogenannten römischen stationen im mittel-danubischen barbaricumin, in 16th International Congress of Roman Frontier Studies, a cura di W.Groenman-van Waateringe, B.L.van Beek, W.J.H.Willems e S.L.Wynia, Exeter 1997.
- A.Mócsy, Pannonia and Upper Moesia, Londra 1974. ISBN 0-415-13814-0
- Roger Rémondon, La crisi dell'impero romano, da Marco Aurelio ad Anastasio, Milano, 1975.
- (ES) Julio Rodríguez González, Historia de las legiones Romanas, Madrid, 2003.
- Peter Wilcox e Gerry Embleton, Rome's enemies: Germans and Dacians, Oxford 2004. ISBN 0-85045-473-5.